# Llista de presidents del Senat de Bèlgica
Aquesta és la llista de Presidents del Senat de Bèlgica. El President del Senat (neerlandès: Voorzitter van de Senaat, francès: Président du Sénat) és el funcionari que presideix la cambra alta del Parlament Federal de Bèlgica. L'actual president del Senat és Armand De Decker del Mouvement Réformateur (MR).

## Presidents
| Núm.. | Núm.. | Nom                                              | Partit         | Inici del mandat       | Fi del mandat          |
| ----- | ----- | ------------------------------------------------ | -------------- | ---------------------- | ---------------------- |
|       | 1.    | Goswin Baron de Stassart                         | Liberal        | 12 de setembre de 1831 | 14 de juny de 1838     |
|       | 2.    | Louis Baron de Schiervel                         | Catòlic        | 13 de novembre de 1838 | 27 de maig de 1848     |
|       | 3.    | Augustin Dumon-Dumortier                         | Partit Liberal | 27 de juny de 1848     | 28 de gener de 1852    |
|       | 4.    | Eugène Prince of Ligne, of Amblise and of Epinoy | Partit Liberal | 25 de març de 1852     | 18 de juliol de 1879   |
|       | 5.    | Camille Baron de Tornaco                         | Partit Liberal | 11 de novembre de 1879 | 8 de març de 1880      |
|       | 6.    | Michel Edmond Baron de Sélys-Longchamps          | Partit Liberal | 3 d'agost de 1880      | 28 de maig de 1884     |
|       | 7.    | Jules Baron d'Anethan                            | Partit Catòlic | 23 de juliol de 1884   | 19 d'agost de 1885     |
|       | 8.    | Charles Count de Merode-Westerloo                | Partit Catòlic | 10 de novembre de 1885 | 6 d'abril de 1892      |
|       | 9.    | Henri Baron t'Kint de Roodenbeke de Naeyer       | Partit Catòlic | 26 d'abril de 1892     | 10 de novembre de 1899 |
|       | 10.   | Joseph Duke d'Ursel                              | Partit Catòlic | 14 de novembre de 1899 | 15 de novembre de 1903 |
|       | 11.   | Henri Count de Merode-Westerloo                  | Partit Catòlic | 2 de desembre de 1903  | 13 de juliol de 1908   |
|       | 12.   | Alfred Viscount Simonis                          | Partit Catòlic | 28 d'agost de 1908     | 5 d'agost de 1911      |
|       | 13.   | Paul Baron de Favereau                           | Unió Catòlica  | 14 de novembre de 1911 | 26 de setembre de 1922 |
|       | 14.   | Arnold Count t'Kint de Roodenbeke                | Unió Catòlica  | 14 de novembre de 1922 | 10 d'agost 1928        |
|       | 15.   | Charles Magnette                                 | Partit Liberal | 13 de novembre de 1928 | 28 d'octubre de 1932   |
|       | 16.   | Emile Digneffe                                   | Partit Liberal | 27 de desembre de 1932 | 11 d'agost de 1934     |
|       | 17.   | Maurice Count Lippens                            | Partit Liberal | 13 de novembre de 1934 | 13 d'abril 1936        |
|       | 18.   | Romain Baron Moyersoen                           | Bloc Catòlic   | 1 de juliol de 1936    | 6 de març de 1939      |
|       | 19.   | Robert Gillon                                    | Partit Liberal | 26 d'abril de 1939     | 8 de novembre de 1947  |
|       | 20.   | Henri Rolin                                      | BSP-PSB        | 11 de novembre de 1947 | 6 de novembre de 1949  |
|       | 21.   | Robert Gillon                                    | Partit Liberal | 8 de novembre de 1949  | 30 d'abril de 1950     |
|       | 22.   | Paul Struye                                      | CVP-PSC        | 27 de juny de 1950     | 12 de març de 1954     |
|       | 23.   | Robert Gillon                                    | Partit Liberal | 5 de maig de 1954      | 29 d'abril de 1958     |
|       | 24.   | Paul Struye                                      | CVP-PSC        | 24 de juny de 1958     | 5 d'octubre de 1973    |
|       | 25.   | Pierre Harmel                                    | PSC            | 19 d'octubre de 1973   | 9 de març de 1977      |
|       | 26.   | Robert Vandekerckhove                            | CVP            | 7 de juny de 1977      | 23 de febrer de 1980   |
|       | 27.   | Edward Leemans                                   | CVP            | 5 de març de 1980      | 8 de novembre de 1987  |
|       | 28.   | Roger Lallemand                                  | PS             | 10 de març de 1988     | 10 de maig de 1988     |
|       | 29.   | Lambert Kelchtermans                             | CVP            | 16 de maig de 1988     | 10 d'octubre de 1988   |
|       | 30.   | Frank Swaelen                                    | CVP            | 11 d'octubre de 1988   | 5 de maig 1999         |
|       | 31.   | Armand De Decker                                 | MR             | 14 de juny de 1999     | 20 de juliol de 2004   |
|       | 32.   | Anne-Marie Lizin                                 | PS             | 20 de juliol de 2004   | 12 de juliol de 2007   |
|       | 32.   | Armand De Decker                                 | MR             | 12 de juliol de 2007   | en càrrec              |

## Font
- Laureys, Véronique; Mark Van den Wijngaert, Luc François, Emmanuel Gerard, Jean-Pierre Nandrin and Jean Stengers. De geschiedenis van de Belgische Senaat: 1831-1995.  Tielt: Lannoo, 1999. ISBN 9020936824.